# Robert van der Veen
Robert van der Veen (Shanghai, 26 september 1906 - Jette, 18 maart 1996) was een Nederlandse hockeyer.
Van der Veen speelde voor de Amsterdamsche Hockey & Bandy Club en maakte deel uit van het Nederlands team dat op de Olympische Zomerspelen in 1928 een zilveren medaille won.
Jan Ankerman · 
Jan Brand · 
Emile Duson · 
Gerrit Jannink · 
Adriaan Katte · 
August Kop · 
Paul van de Rovaart · 
Ab Tresling · 
Robert van der Veen · 
Hendrik Philip Visser 't Hooft · 
Rein de Waal · 
C. J. J. Hardebeck · 
T. F. Hubrecht · 
G. Leembruggen · 
H. J. L. Mangelaar Meertens · 
Otto Muller von Czernicki · 
W. J. van Citters · 
C. J. van der Hagen · 
Tonny van Lierop · 
J. J. van Tienhoven van den Bogaard · 
J. M. van Voorst van Beest · 
N. Wenholt · 
Coach: Jaap Quarles van Ufford